# لويس شارل أنطوان دوزيه
لويس شارل أنطوان دوزيه (بالفرنسية: Louis Charles Antoine Desaix)‏ والملقب بـ«فارس فويجو» (بالفرنسية: Chevalier de Veygoux)‏ كان جنرال وبطل قومي فرنسي خاض معارك عديدة في ألمانيا ومصر وإيطاليا، ضمن حروب الثورة الفرنسية وصديق مقرب من نابليون ابتداءً من عام 1792. ولد بتاريخ 17 آب/أغسطس 1768 بالقرب من ريوم في فرنسا، وتوفي بتاريخ 14 حزيران/يونيو 1800 في مارينجو في إيطاليا بكى نابليون لأول مرة بعد فقدانه لصديقه الذي هلك في معركة مارينجو بإيطاليا.

## معرض صور

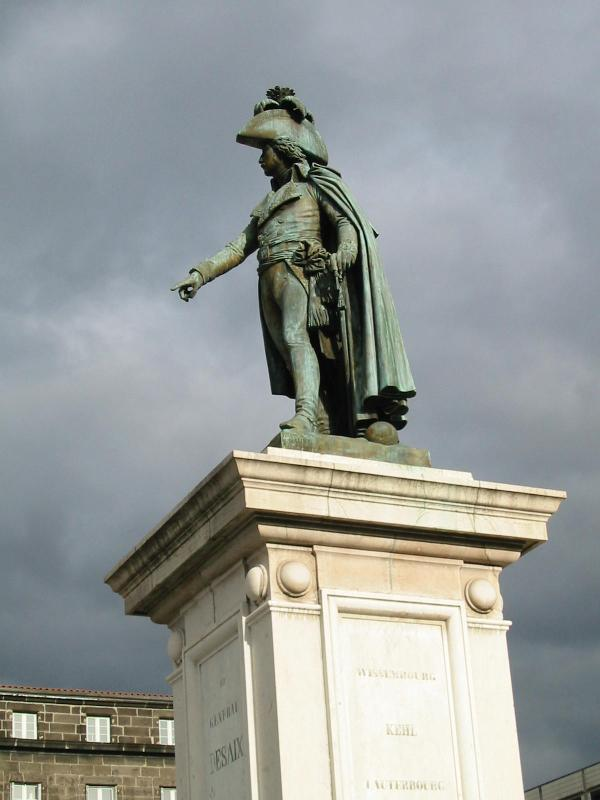
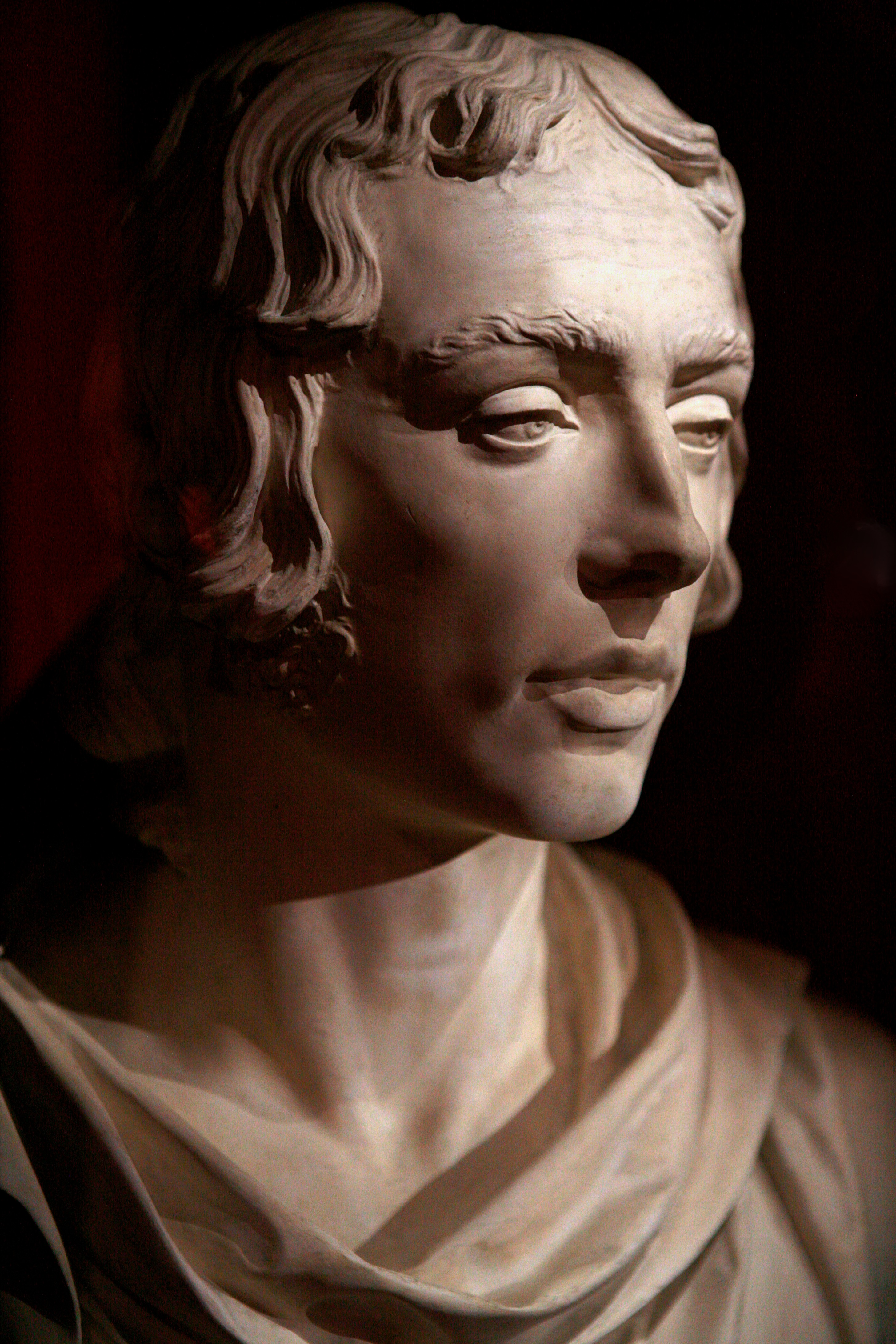
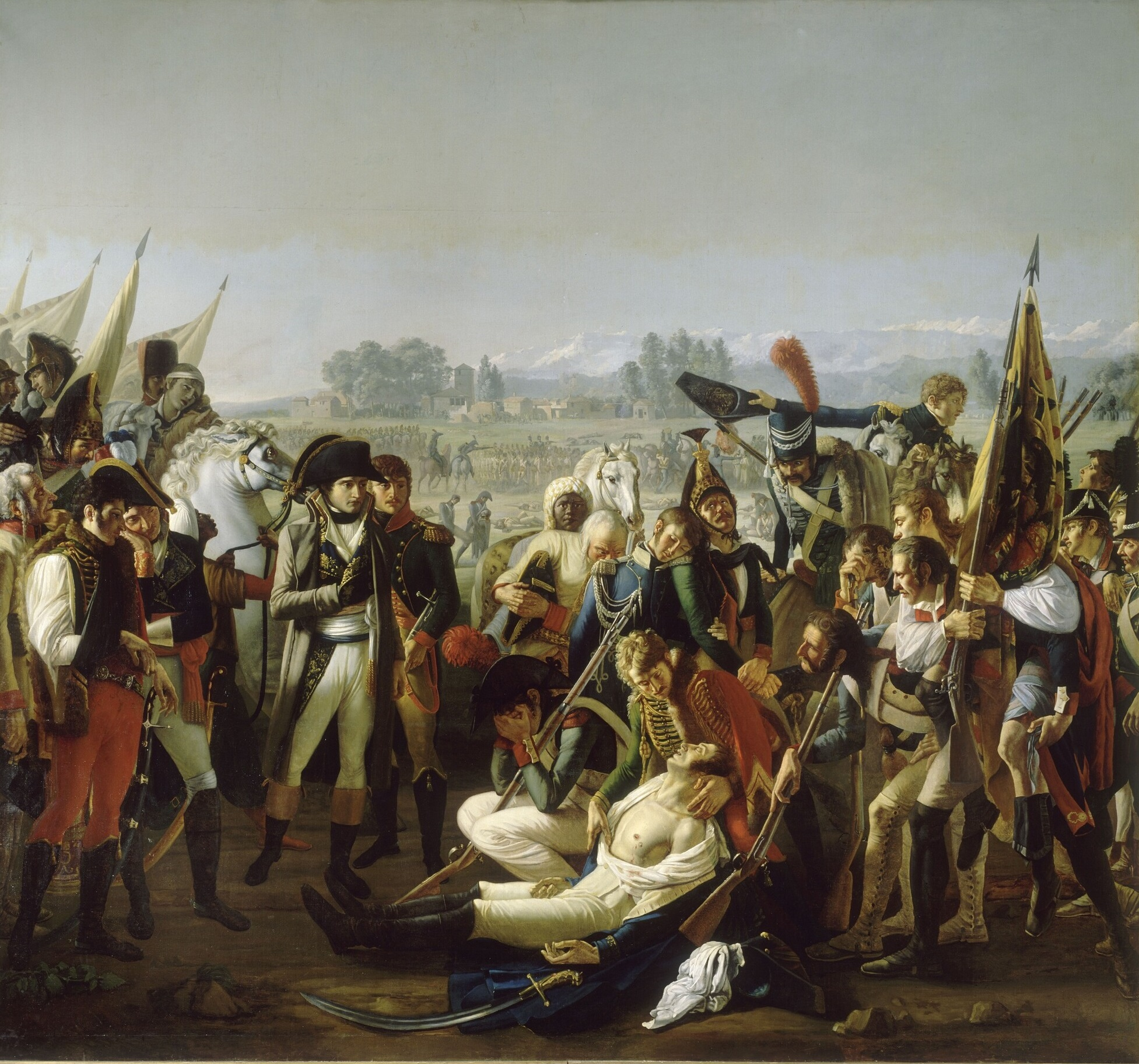
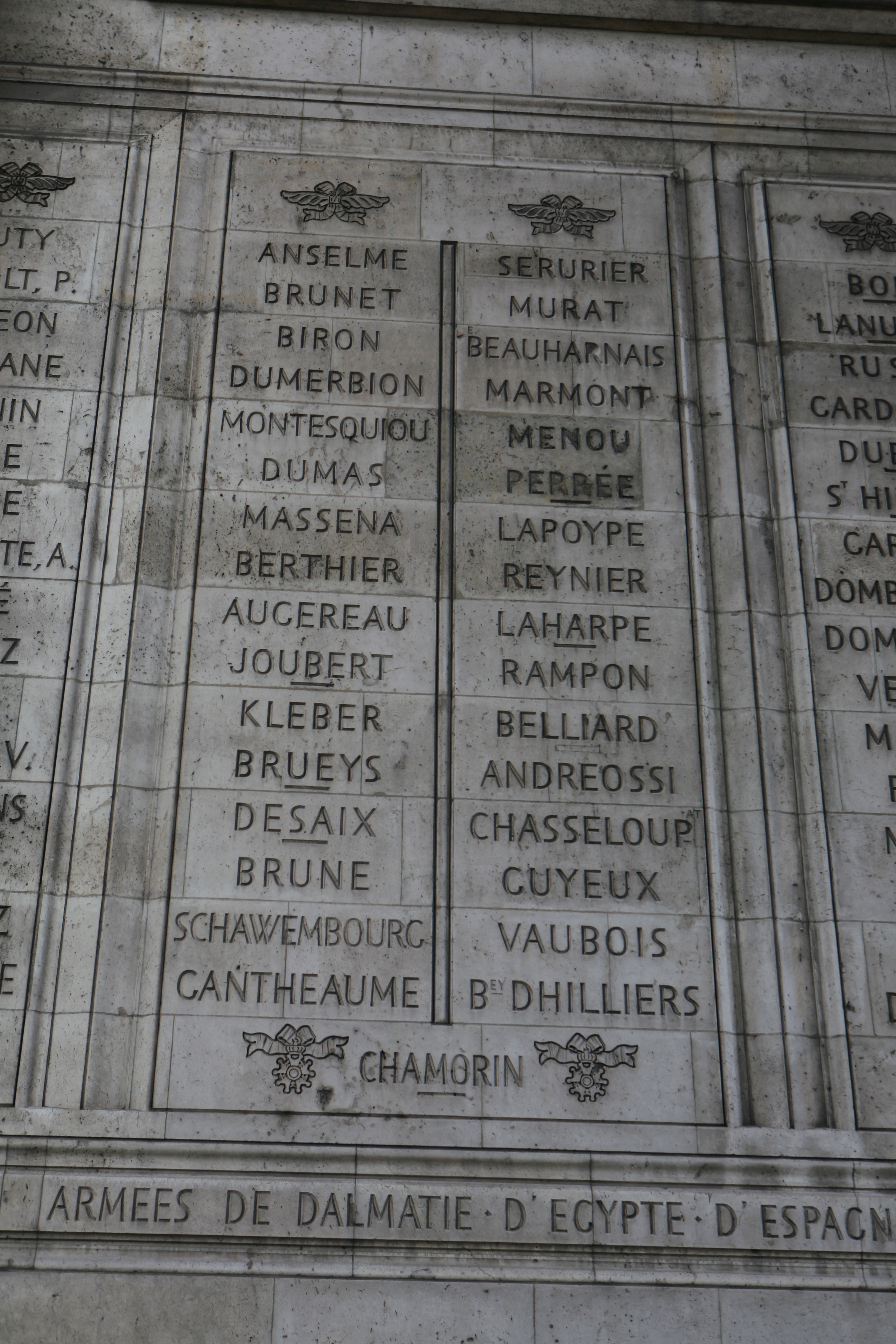

## روابط خارجية
- لويس شارل أنطوان دوزيه على موقع الموسوعة البريطانية (الإنجليزية)